# Hypsoprora serrata
Hypsoprora serrata är en insektsart som beskrevs av Albino Morimasa Sakakibara 1978. Hypsoprora serrata ingår i släktet Hypsoprora och familjen hornstritar. Inga underarter finns listade i Catalogue of Life.